# Цзян Цичэнь
Цзян Цичэ́нь (кит. трад. 江啟臣, упр. 江启臣, пиньинь Jiāng Qǐchén, род 1972) — тайваньский политик, председатель (2020—2021) партии Гоминьдан. Он был генеральным директором правительственного информационного бюро с декабря 2010 по май 2011 года. Ушел в отставку, чтобы стать членом Законодательного Юаня, которым он сейчас и является с 2012 года. 7 марта 2020 года он был избран председателем Гоминьдана.

## Биография
Родился 2 марта 1972 года в Тайчжуне.
Окончил среднюю школу № 1 в Тайчжуне, факультет иностранных дел Университета Чэнчи. Во время службы он вступил в силы специального назначения в качестве 101-го разведывательного батальона-амфибии. Вернувшись из армии, получил степень на магистра в области международных отношений в Питтсбургском университете и докторскую степень в той же области в Южно-Каролинском Университете. Он преподавал в Южно-Каролинском Университете, Китайском морском колледже, Университете Чэнчи, Университете Сучжоу и так далее.
С 2010 по 2012 годы он занимал должность директора Информационного бюро. В 2012 году был избран в парламент, где в дальнейшем был переизбран дважды. В 2013 году был избран в комиссию Центрального комитета, а в 2017 году — в Постоянную комиссию Центрального комитета.
Хань Гоюй потерпел поражение на президентских выборах 2020 года, из-за чего официально У Дуньи подал в отставку с поста председателя 15 января, а в должность исполняющего обязанности вступил Линь Жундэ, так как вместе с ним ушли в отставку высокопоставленные члены партии. 14 января были назначены выборы председателя на 7 марта, на которых победу одержал Цзян Цичэнь.
Цзян вступил в должность председателя Гоминьдана 9 марта 2020 года.
Женат на дочери бывшего законодателя Лю Шэнь-ляна, в браке двое детей.